# 김동철 (역사가)
김동철(金東哲, 1955년 ~)은 대한민국의 국사 교육자이자 연구자, 저술가이다.

## 생애
부산에서 태어나 부산대학교에서 학사, 석사, 박사 과정을 마치고 같은 대학에서 교수로 재직하였다. 사학회 회장, 역사연구소 소장 등을 역임하였으며, 2020년 8월에 35년간 재직한 부산대학교를 정년퇴직하고 명예교수로 위촉되었다.
각종 논문과 연구 활동으로 한국근세사 및 부산(동래) 지역 연구에 기여하였으며, 각종 사료를 수집하는 한편 여러 권의 책을 집필하여 역사 저변 확대에도 노력하고 있다.

## 학력
- 부산대학교 문리대학 사학과 졸업 (문학사)
- 1980년, 부산대학교 대학원 사학과 석사 (문학석사, 사학)[1]
- 1993년, 부산대학교 대학원 사학과 박사 (문학박사, 국사학)[2]

## 경력
- 1987년 ~ 2020년 8월, 부산대학교 사학과 교수[3]
- 일본 도쿄 대학 문학부 객원연구원
- 2005년 ~ 2017년, 부산대학교 한국민족문화연구소장[4] (제8대 ~ 제13대 소장)
- 2007년 ~ 2017년, 부산대학교 인문한국(HK) 사업단장
- 2014년 10월 ~ 2016년 11월, 부산대학교 '부산대학교 70년사' 편찬위원회 위원장
- 부산경남역사연구소[5] 소장
- 부산경남사학회[6] 회장
- 2020년 8월 ~, 부산대학교 사학과 명예교수
- 부산광역시 문화재위원

## 상훈
- 2009년 12월, 부산대학교 우수강의 교수상
- 2016년 12월, 부산대학교 교육자상
- 2020년 8월, 옥조근정훈장[7]

## 주요 저서
- 1993년, 《조선후기 공인연구》, 한국학연구원
- 2016년, 《조선후기 왜관 개시무역과 동래상인》, 민족문화
- 2022년 4월, 《엽서가 된 임진왜란》, 선인

### 주요 공저
- 2020년 4월, 《부산역사산책》, 부산광역시

### 주요 역서
- 2019년 4월, 《근세 서울 도시사회 연구》, 심산문화